# شهرستان تتیوشسکی
شهرستان تتیوشسکی (به لاتین: Tetyushsky District) یک شهرستان در روسیه است که در تاتارستان واقع شده‌است.